# Harald Ingholt
Kai Harald Ingholt (11 de marzo de 1896 en Copenhague - Hamden, Connecticut, EE. UU. 28 de octubre de 1985) fue un arqueólogo danés del Próximo Oriente.

## Biografía
Se graduó en el Gymnasium Cívico Oriental en 1914. Licenciado en Teología en 1922 por la Universidad de Princeton (EE.UU).
Harald Ingholt comenzó su carrera científica en Palmira, donde estudió escultura en la década de 1920. Con ese trabajo se doctoró en 1928, un trabajo que sigue siendo importante hoy en día, dentro de la especialidad.
De 1930 a 1938 lideró las principales excavaciones en Hama en Siria. Las excavaciones le convirtieron en pionero de la historia arqueológica de Siria.
Excavó en Palmira en 1924, 1925 y 1928. Estuvo como director de la Escuela Americana de Arqueología de Jerusalén desde 1924 hasta 1925. Fue subinspector en Ny Carlsberg Glyptotek 1925-1930.
Profesor de Arqueología de la Universidad Americana de Beirut y conservador de su museo arqueológico de 1931 a 1938. Director de las excavaciones de la Fundación Carlsberg en Hama, Siria en ese mismo periodo (1931-1938).
El profesor Ingholt fue profesor asociado de hebreo y el Antiguo Testamento en la Universidad de Aarhus en Dinamarca, entre 1939 y 1941.
En 1940 se fue a vivir a los Estados Unidos. Se le asignó primero la Universidad Americana de Beirut, después en la Universidad de Yale como profesor de Arqueología. Miembro de la facultad de Yale desde 1942 hasta su jubilación en 1964.
Harald Ingholt creó la Fundación Danesa de Arqueología del Próximo Oriente. Miembro de la Real Academia Danesa de Ciencias y del Instituto Arqueológico Alemán. Editor de la revista arqueológica Berytus.
El profesor Ingholt fue muy conocido por su trabajo arqueológico en Gandhara, actualmente Pakistán, y en las antiguas ciudades de Siria.
Harald Ingholt, en el momento de su fallecimiento era profesor emérito de Arqueología en la Universidad de Yale, y vivía en Hamden, Connecticut, tenía 89 años.